# ژاک ایوه
ژاک ایوه (به فرانسوی: Jacques Yver) نمایشنامه‌نویس قرن شانزدهم میلادی اهل فرانسه است.